# Bernardo de Gálvez

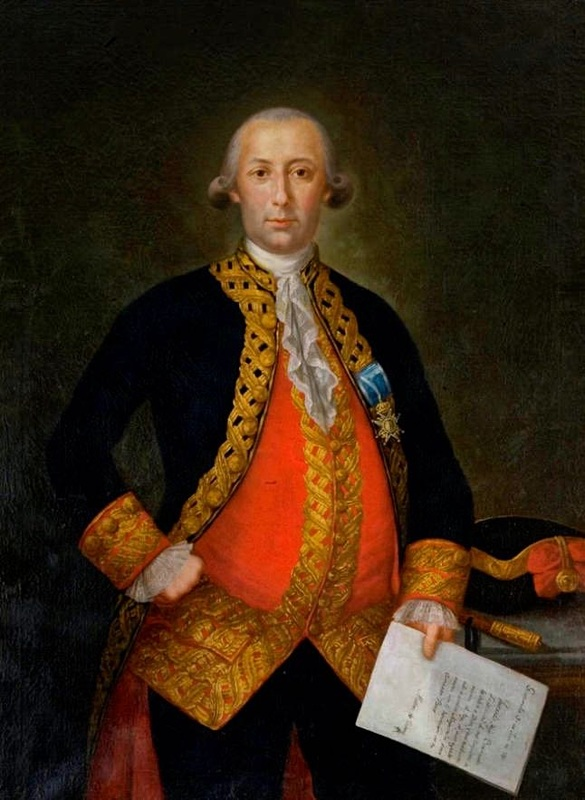
Portret van Bernardo de Gálvez

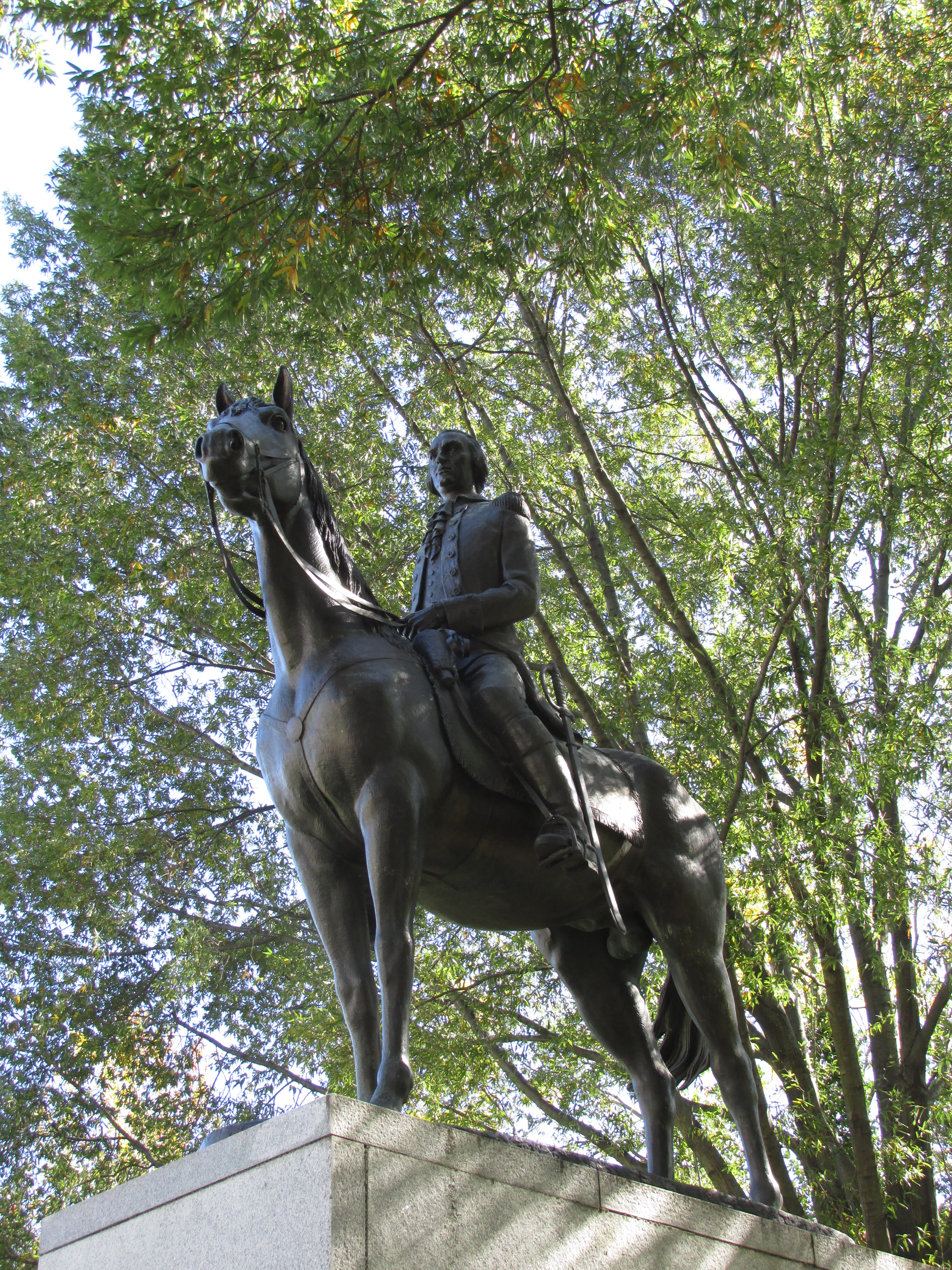
Standbeeld van de Gálvez in Washington D.C.

Bernardo de Gálvez (Macharaviaya, 23 juli 1746 - Tacubaya, 30 november 1786) was een Spaans militair en bestuurder. Hij was onder andere onderkoning van Nieuw-Spanje.

## Levensloop
De Gálvez werd geboren in de provincie Malaga als zoon van Matías de Gálvez en Josepha Madrid y Gallardo de Gálvez. Hij nam dienst in het leger en vocht in de oorlog tegen Portugal. In 1768 vertrok hij naar Amerika, naar Nieuw-Spanje. Hij leidde er een expeditie tegen de Apachen. In 1772 keerde hij terug naar Europa. Hij volgde een officiersopleiding in Frankrijk en nam met Alejandro O'Reilly deel aan de mislukte Spaanse expeditie tegen Algiers. 

### Louisiana
In 1776 werd hij aangesteld als nieuwe gouverneur van West-Louisiana, als opvolger van Luis de Unzaga y Amezaga. Hij nam zijn post op op 1 januari 1777. Hij huwde er met Félicité de St. Maxent d’Estréhan, een creoolse uit New Orleans en weduwe, en samen kregen ze drie kinderen. Hij bevorderde immigratie van Europeanen en invoer van zwarte slaven naar Louisiana, vergemakkelijkte de handel met Frankrijk en bestreed de smokkel naar de Engelse gebieden in het oosten. 
Tijdens de Amerikaanse Onafhankelijkheidsoorlog stond hij op instructie uit Madrid de Amerikaanse opstandelingen logistiek bij. Hij verhinderde ook dat de Engelsen de Mississippi konden opvaren. Nadat Spanje op 21 juni 1779 de oorlog had verklaard aan Engeland, stond hij de Amerikanen ook militair bij. Hij verdreef met zijn leger de Britten uit Manchac, Baton Rouge en Natchez. In 1780 belegerde hij Fort Charlotte in Mobile. Na een belegering van meer dan een maand gaven de Britten zich over. Het jaar daarop belegerde hij met een leger van 7.000 man het Britse Fort George in Pensacola. Hier gaven de Britten zich na twee maand over.
In augustus 1781 vertrok de Gálvez naar Havana op Cuba om een aanval op Jamaica te plannen. Hij organiseerde de inname van de Britse haven van New Providence op de Bahama's in 1782. Daarna keerde hij terug naar Spanje. Hij werd door de Spaanse koning in de adelstand verheven. In 1784 keerde hij terug naar Cuba als kapitein-generaal van het eiland, en tegelijk bleef hij gouverneur van Louisiana.

### Mexico
Na de dood van zijn vader, die van 1783 tot 1784 onderkoning van Nieuw-Spanje was, werd de Gálvez in 1785 benoemd tot nieuwe onderkoning. Hij stierf in 1786 in Mexico aan koorts.

## Eerbetoon
De stad Galveston (Texas) werd genoemd naar Bernardo de Gálvez.